# シンポート
シンポート（英語: symport）は、細胞膜などのリン脂質膜にある膜貫通型タンパク質を介して、複数の分子またはイオンを同方向に輸送する機構である。共輸送ともいい、シンポートを行う膜タンパク質をシンポーター（英語: symporter）または共輸送体という。
典型的なシンポートとして、一つのイオンが濃度勾配によってシンポーターを通過する際のエネルギーを利用して、別の分子を濃度勾配に逆らって能動輸送をするという機構がある。

## シンポーターの例

### H+/K+シンポーター
植物の根に存在するシンポーターで、プロトンとカリウムイオンを細胞内にシンポートすることにより、細胞内外に電気化学ポテンシャル勾配を生じさせる。それにより細胞外部から水が浸透するため、外環境から水を取り入れることが可能になる。

### ナトリウム/グルコース共輸送（SGLT）
小腸、腎臓などに存在する。ナトリウムイオンの受動輸送と同時にグルコース（糖）の能動輸送を行うことで、小腸で食物からの糖吸収、腎臓で尿中から血中への糖再吸収の中心的な役割を果たしている。

### Na+/K+/2Cl-シンポーター
腎臓のヘンレのループに存在するシンポーターで、ナトリウムイオン1分子、カリウムイオン1分子、塩素イオン2分子をシンポートしている。

## 関連用語
- アンチポート
- ユニポート（英語版）